# 约翰·费恩号驱逐舰
约翰·费恩号（英語：USS John Finn (DDG-113)）是一艘阿利·伯克级驱逐舰。合同于2011年6月15日授予英格尔斯船舶。
英格尔斯船舶已经被亨廷顿英格尔斯工业在2001年4月收购。现在英格尔斯已经建造28艘阿利·伯克级驱逐舰，最后一艘是威廉·P·劳伦斯号。2011年2月15日，海军部长雷宣布的船舶的名字是约翰·威廉·费恩；同时建造的四艘船名也被公开。

## 命名缘由
费恩是第二次世界大战的第一个荣誉勋章获得者，1941年袭击珍珠港期间尽管在腿部和肩部受到枪伤以及身上有众多的弹片伤口，约翰·芬恩仍坚持使用机枪打击日本战机超过两个小时。他经过三十年的服役以中尉军衔退役，在2010年去世，享年100岁。

## 设计
约翰·费恩是第63艘阿利·伯克级驱逐舰，第一艘阿利伯克级于1991年7月服役。阿利·伯克级驱逐舰是美国海军历史上建造周期最长的一级驱逐舰。作为一艘阿利·伯克级驱逐舰，约翰·费恩号的角色包括防空、反潛作戰、水面作战以及对陆打击行动。在该舰级长时间的生产中，建立了三个分级——FlightI（DDG-51–DDG-71）、FlightII（DDG-72–DDG-78）、FlightIIA（DDG-79–DDG-112）、FlightIIA（Restart）（DDG-113–DDG-115）、FlightIIA（Technology Insertion）（DDG-116–DDG-124、DDG-127）。约翰·芬恩号将是一艘IIA级的船，因此，将设有若干改进在弹道导弹防御，搭载了一个直升机联队分遣队（两架MH-60R中型空中多用途作战平台直升机），并加入反水雷能力。DDG-51也是在美国海军第一级船舶包括反核生化武器战争的保护。

## 建造和服役生涯
在2013年11月，约翰·费恩的龙骨奠基仪式在杰克逊县的英格尔斯船舶进行，该船在2015年3月28日下水。2015年5月2日，由劳拉在英格尔斯造船设施里命名。在2016年12月7日，日军轰炸珍珠港75周年，约翰·费恩正式交付给美国海军。在2017年6月28日该船员提前部署到的船上调试设备。并在2017年7月15日服役。

## 外部連結
- 海军：3个新的船舶待命名后的战争英雄 （页面存档备份，存于）
- DDG-113的合同费用
- 约翰·费恩号驱逐舰的Facebook專頁